# 요하네스 뵐터
요하네스 뵐터(Johannes Bölter, 1915년 2월 19일 ~ 1987년 9월 16일)는 제2차 세계 대전 당시 독일의 전차 지휘관이었다. 그는 전장에서 뛰어난 용기와 성공적인 군사 지도력으로 곡엽 기사십자 철십자장을 수상했다.
뵐터의 최종 계급은 대위(Hauptmann)였으며, 그는 제2차 세계 대전 중 139대의 전차(일부 출처에서는 144대를 언급함)를 격파했다. 그는 쿠르트 크니슈펠(Kurt Knispel), 오토 카리우스(Otto Carius), 미하엘 비트만(Michael Wittmann), 에른스트 바르크만(Ernst Barkmann)과 함께 역사상 가장 성공적인 독일 전차장 중 한 명으로 간주된다.

## 생애
기계공의 아들이었고 그의 어머니는 빌헬미네[Wilhelmine(출생명 Falk)]였다. 1921년 부활절부터 1929년 부활절까지 그는 뮐하임에 있는 초등학교(Volksschule)에 다녔다.
뮐렌지펜(Mühlensieppen) 회사에서 배관공 및 도제 지붕공으로 고용되어 직업 학교에 입학했다. 1931년 3월 31일 그는 일명 '기술 증명서'(Gesellenbrief)를 획득했다. 1932년에서 1933년 사이에 그는 자원 봉사를 위한 훈련을 받았으며 1933년 4월 1일에 에르하르트(Ehrhardt) 여단의 청소년 경비병 부대에 입대했다. 또한 뵐터는 나치 돌격대(SA)의 회원이었다. 그 후 그는 당시 바이마르 공화국 국가방위군(Reichswehr)에 자원하여 12년 동안 복무했다. 1934년 8월 1일부터 1935년 10월 8일까지 뵐터는 라이프치히의 제4자동차부서(Kraftfahrabteilung 4)에 있었다. 그 후 그는 제10기병연대 휘하 부대로 배치되었다. 1934년 10월 1일에 그는 상병으로 진급했다. 그 후 그는 1935년 9월 9일부터 19일까지 사관 후보 과정에 참여해 이수했다. 신설된 기갑부대와 함께 그는 1935년 10월 9일 제2기갑사단 제1기갑연대 제8기갑중대에 배치되었다. 1935년 12월 18일에 뵐터는 하사로 임명되었다. 그런 다음 그는 1936년 4월 1일부터 8월 12일까지 홀슈타인의 플루토스(Plutos)에서 사격술 학교 과정에 참여했다. 그곳에서 그는 각종 무기를 다루고 사격 하사관으로 훈련을 받았다. 그런 다음 그는 에르푸르트에 있는 회사로 돌아왔다. 1938년 4월 1일에 뵐터는 상사로 승진했다. 그는 1938년 9월 2일 약혼자 리스베트[Lisbeth(본명 Zautner)]와 결혼하여 두 딸을 두었다.
1939년 1월 4일부터 1939년 3월 11일까지 뵐터는 홀슈타인의 플루토스에 있는 기갑학교의 또 다른 사격술 학교로 이동했다.

### 제2차 세계 대전 당시의 활약
폴란드 전역이 시작될 때 그는 제2기갑사단 제1기갑연대 제8기갑중대 소대장(Zugführer)으로 배치되었다. 1941년 10월 14일, 뵐터는 야전에서 부상을 입었다. 야전 병원에서 퇴원한 후 그는 에르푸르트에 있는 제1기갑연대의 임시 예비 중대(Genesendenkompanie)에 소대장으로 배치되었다. 1942년 4월 18일 그는 제1기갑연대 소속 예비 중대(Verfügungskompanie)에 배치되었고 에르푸르트의 생도 훈련 과정에서 소대장으로 참여했다. 뵐터는 6호 전차 티거 중전차대대를 설치하기 위해 자원 봉사자가 필요했을 때 자원했다. 1942년 12월 3일 그는 제502중전차대대로 옮겨졌다. 이전의 성공으로 인해 그는 이 중전차부대에서 1중대 소대장의 직책을 맡았다.
뵐터가 복무한 제502중전차대대는 1942년 5월 25일 창설, 최초로 티거를 지급받은 부대로 이후 중전차대대 중 가장 화려한 전과를 만들어낸 부대이며, 1942년 8월 레닌그라드 전선에서 첫 전투를 치렀다. 이 부대는 다른 독일 전차 에이스들인 오토 카리우스, 알베르트 케르셔가 복무했던 부대로도 유명하다. 이 부대는 북부집단군에 배속되어 주로 발트해와 북해 해안선을 따라 싸웠으며 일부 중대는 우크라이나 북부에서 싸웠고 동부전선이 붕괴하는 상황에서도 북부전선을 지켜내는데 크게 기여하게 된다. 소련군은 레닌그라드, 나르바 등에 돌출된 북부집단군을 끈질기게 두들겼지만 이들 티거 슈퍼 에이스들과 제502중전차대대의 활약으로 모조리 격퇴했다.
1943년 초, 제502중전차대대는 라도가 호수와 레닌그라드 남쪽에 위치했다. 뵐터의 1중대는 24구경장 7,5 cm KwK 37 단포신 속사포를 장착한 3호 전차 N형과 56구경장 8,8 cm KwK 36 전차포를 탑재한 막강한 티거 중전차로 무장했으며 일명 '소방대'(Feuerwehr)의 역할로서 독일 북부집단군에 대한 소련군의 공격을 격퇴할 준비가 되어 있었고, 뵐터가 큰 공을 세우는 데 일조한다.
1943년에 뵐터는 2주 동안 에르푸르트에 있는 가족에게 휴가를 갈 수 있었다. 동시에 제502중전차대대는 1943년 4월 초 프랑스 브르타뉴의 여러 부대에서 온 신병들로 개편되었다. 1943년 6월 25일 그는 행진 명령을 받고 동부전선으로 돌아갔고 다시 레닌그라드 전선으로 갔다. 1943년 7월, 며칠 간의 기차 여행 끝에 제502중전차대대가 Woiskowy에 도착했다. 거기에서 Salei로 진격했다. 1943년 7월 22일, 소련군의 공세는 엄청난 포격과 공습으로 시작되었고, 뵐터는 격전을 치렀다. 1943년 9월 해당 전투는 끝났다.

### 심각한 부상으로 훈련소 교관 복무
이후에도 뵐터는 1944년까지 계속 소련군에 맞서 격전을 치르다 부상을 입게 되었고 그 뒤 종전까지 독일 본토의 훈련소에서 교관으로만 활동하게 된다. 그가 부상을 입기 전 티거 전차장으로서 불과 2년 남짓한 짧은 기간 동안 139~144대의 전차들을 격파한 것은 독일 전차 슈퍼 에이스들 중에서도 거의 최고 속도로 격파한 것이다.
뵐터가 부상으로 부재하게 된 제502중전차대대의 상황은 다음과 같이 진행되었다. 소련군은 독일군의 4배가 넘는 대군을 동원한 바그라티온 작전으로 독일 중부집단군을 포위했으며 소련군 주력이 그대로 북상을 시도했다. 이에 북부집단군은 후퇴 금지 명령을 어기고 긴급 철수를 시도했으며 라트비아 서부의 쿠를란트 지역에서 두 군세가 격돌하게 되었다. 곧이어 벌어진 쿠를란트 반도 절단에서 20만여 명의 북부집단군이 포위되어 종전까지 버티게 되는데 1, 2중대는 탈출하고 3중대는 남아서 510중전차대대와 함께 쿠를란트 집단군(Herresgruppe Kurland)으로 재편성되고 1, 2중대는 동프로이센에서 방어전을 펼친다. 1945년 1월 5일, 1중대의 모든 티거는 2중대에 넘기고 헤처 구축전차를 수령하여 제511중전차대대로 재편성되었다. 배편으로 소환된 3중대는 티거 2(티거 II) 8대를 수령했다. 3중대는 두 차례의 전투 후 와해되었다. 2중대는 1945년 3월 말 그로스도이칠란트(Grossdeutschland, GD)사단의 마지막 티거 2대를 인계받고 가용 티거 총 10대를 확보하지만 4월 중 혈전 속에 6대를 손실했다. 마지막 남은 4대의 티거는 동프로이센 민간인 구출작전에 투입되어 헤라반도 방어 중 많은 수가 손실되었으나 남은 병력은 종전으로 인해 5월 9일 소련군에 항복할 때까지 버텼다. 사실상 티거 I 중전차의 마지막도 이 부대와 함께 한 셈이다. 해당 부대의 마크는 매머드였다.

## 종전 이후
종전 후, 1945년 5월 말에 뵐터는 에르푸르트에 있는 베른하르트(Bernhardt) 회사에서 창고 직원으로 일하기 시작했다. 1946년 1월부터 1949년 1월 말까지 그는 역시 에르푸르트에 있는 하르트만(Hartmann) 화학 공장의 대외 무역 대표로 일했다. 전쟁에서 얻은 높은 영예 때문에 뵐터는 당시 소련 점령 지역으로 알려진 곳에서 지속적으로 보복에 노출되었다. 그래서 그는 1950년 6월에 아내와 딸들과 함께 자가 조립 오토바이를 타고 서독으로 피신했다.
가족은 뵐터의 고향인 뮐하임 안 데어 루르에 정착했다. 비셰(Wiesche) 광산에서 잠시 광부로 일한 후, 그는 1950년 8월 말에 재료 테스터로 티센(Thyssen)의 자회사인 라인 강철 튜브 공장(Rheinische Röhrenwerke) 회사에 합류했다. 뵐터는 나중에 이 회사의 기술 직원이 되었으며 정년까지 회사에 충성했다.
그는 정년퇴직 후 1987년 9월 16일 고향인 뮐하임 안 데어 루르에서 타계했다.

## 군 경력
- 이병(Soldat): 1933년[1] 4월[2] 1일
- 상병(Gefreiter): 1934년 10월 1일[2][1]
- 하사관후보생(Unterführer): 1935년 12월 18일[2][1]
- 하사(Unteroffizier): 1936 4월 1일[2]
- 상사(Feldwebel): 1938년 4월 1일[2][1]
- 원사(Oberfeldwebel): 1940년 10월 1일[2][1]
- 장교후보자(Offiziers-Anwärter): 1943년 3월 1일[2]
- 소위(Leutnant): 1943년 7월 31일[1] (또는 1943년 5월 1일[2])
- 중위(Oberleutnant): 1944년 9월 20일[1] (또는 1944년 7월 1일[2])
- 대위(Hauptmann) : 1945년 1월 1일[1]

## 서훈
- 곡엽 기사십자 철십자장 (nr.581) 1944년 9월 10일 소위(Leutnant), 중대장 1. / schwere Panzer-Abteilung 502 / 81.Infanterie-Division / I.Armee-Korps / 16.Armee / Heeresgruppe Nord[2][3][4]
- 기사십자 철십자장 1944년 4월 16일 소위(Leutnant), 소대장(Zugführer) 1. / schwere Panzer-Abteilung 502 / 8.Jäger-Division / XXVIII.Armee-Korps / 18.Armee / Heeresgruppe Nord[2][3][5]
- 1939년형 철십자 훈장, 1급(1940년 7월 15일[2][3]), 2급(1939년 9월 30일[2][3])[6]
- 전상 배지(전상장) 1939 금색(1944년 8월 3일[2][3]), 은색(1943년 2월 8일[2][3]), 검은색(1940년 7월 2일[2][3])
- 금색 독일 십자장 1943년 3월 29일에 원사(Oberfeldwebel)로 1./Schwere Panzer-Abteilung 502에서[2]
- 육군 및 해군 복무 약장(4년) 1937년 4월 1일[2]
- 보병돌격휘장 1938년 10월 1일
- 1941/42 동부전선 종군기장[3](메달)
- 은색 기갑전 배지 1940년 6월 26일[2][3]
- 2단 기갑전 배지, '25회' 1944년 4월 25일[2][3]
- 3단 기갑전 배지, '50회' 1944년 9월 1일[2][3]

## 격파한 전차 수
- 139+ (144[7])